# Гражданство Японии
Японское гражданство — устойчивая правовая связь лица с Японией, которая регламентируется десятой статьёй конституции Японии и законом о гражданстве № 147 от 1950 года. Как правило, гражданство Японии передаётся патрилинейно, однако имеются и исключения, позволяющие получить гражданство на основе права по рождению или через натурализацию.

## Юридические аспекты
До 1984 года гражданство Японии могло перейти исключительно по отцовской линии. Лица, матери которых не были гражданками Японии, также могли получить гражданство по линии отца, но обратного процесса произойти не могло. Никаких ограничений, связанных с родословной матери, последовать не могло. Однако с 1984 года гражданство Японии стало возможно получить и по материнской линии. Была организована трёхгодичная переходная система. Лица, родившееся в период с 1 января 1965 года по 31 декабря 1984 года, чьи матери имели японское гражданство, также получили его незамедлительно.
Император Японии и Императорская семья также имеют японское подданство и, следовательно, являются японскими гражданами в соответствии с десятой статьёй конституции Японии. Однако император не рассматривается как гражданин в полном смысле этого слова, поскольку является символом единства японской нации в соответствии с первой частью конституции Японии. Некоторые его права, например, избирательное право, ограничены. Тем не менее, различия между Императорской семьёй и гражданами Японии незначительны. Право Императорской семьи участвовать в управлении государством возможно приостановить лишь руководствуясь дополнительным положениями «Закона о выборах на государственные должности». Также Императорская семья не числится в семейном реестре.

## Положения о гражданстве

### По праву рождения
Японское законодательство предполагает три условия получения гражданства по рождению. Соответствие хотя бы одному из этих трёх условий даёт право на получение гражданства:
- Отец и/или мать ребёнка на момент его рождения являются гражданами Японии.
- Отец ребёнка, умерший до его рождения, являлся гражданином Японии.
- Если ребёнок родился на территории Японии, но его родители установлены не были, или же если ребёнок не имеет гражданства.

### Натурализация
Лица, являющиеся иностранцами, могут пройти натурализацию с разрешения министерства юстиции Японии, если соответствуют определённым условиям. Лицо, желающее стать гражданином Японии должно:
- Прожить на её территории не менее 5 лет.
- Быть не моложе 20 лет и являться дееспособным в соответствии с законами своей изначальной страны.
- Не быть замеченным в совершении правонарушений.
- Иметь постоянный заработок или же пользоваться заработком супруга/супруги, который позволяет содержать его.
- Не иметь гражданства при получении или же старое гражданство должно утрачиваться при получении японского. Двойное гражданство запрещено японским законодательством.
- Никогда не состоять в политических объединениях, посягающих на конституционный строй Японии, заявлять подобные идеи самолично и пропагандировать их.

Знание японского языка не является обязательным условием для прохождения натурализации, но заведомо предполагается. В некоторых случаях для получения гражданства Японии лицо, находящееся в браке с гражданином Японии, или ребёнок лица, которое когда-то являлось гражданином Японии, может не соответствовать всем вышеперечисленным пунктам. Помимо этого, иностранные граждане, «оказавшие Японии особые услуги», могут получить гражданство с разрешения специального совета, минуя все вышеуказанные требования. Сообщение о завершении натурализации будет гласно опубликовано в официальном вестнике.

### Лишение гражданства
По законодательству Японии лицо может лишиться японского гражданства в двух случаях:
1. Приобретение иностранного гражданства по собственному желанию.
2. Лицо, которое подходит под одно из трёх условий получения гражданства по рождению, но родилось в другой стране и приобрело иностранное гражданство, не выразив в дальнейшем желания получить гражданство Японии.

Следует отметить, что отказ от гражданства не означает его окончательную потерю. Восстановление гражданства Японии возможно на условиях отказа от иностранного через уведомление министра юстиции.

### Двойное гражданство
Японское законодательство не предусматривает двойного гражданства. С момента получения двойного гражданства лицу даётся два года, чтобы выбрать одно из двух. В случае выбора японского гражданства, ему необходимо отказаться от иностранного гражданства или предпринять попытку отказа, заявив о выборе гражданства Японии. Но следует отметить что лицо, которое по любым причинам (умышленным или независящим от него), получив японское гражданство не отказалось от иностранного, уголовно не преследуется.